# Chung-wuovy reformy

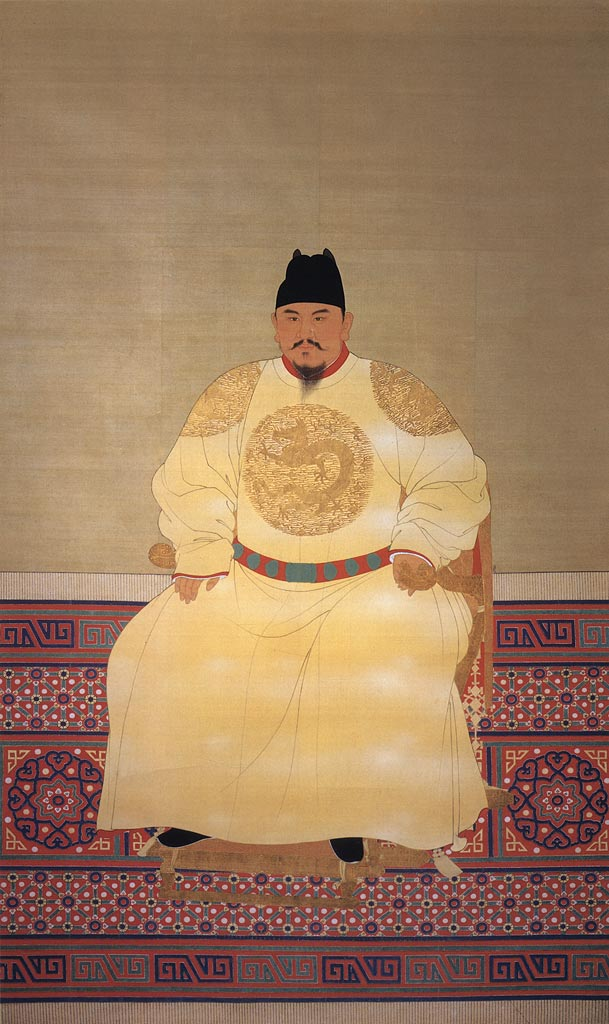
Portrét císaře Chung-wu, zakladatele a prvního panovníka říše Ming

Reformy Chung-wua, zakladatele a prvního císaře čínské říše Ming, probíhající v 60. – 90. letech 14. století, byl komplex ekonomických, společenských a politických reforem zaměřených na obnovu čínského státu po desetiletích válek a katastrof spojených s úpadkem mongolské říše Jüan a bojem Číňanů proti mongolské nadvládě. Výsledkem reforem byla obnova centralizovaného čínského státu, rozvoj mingské ekonomiky a vznik relativně rovnostářské společnosti s menšími majetkovými rozdíly.
Císař Chung-wu (vládl 1368–1398) se pokusil vybudovat společnost soběstačných zemědělských komunit ve stabilním systému vztahů, který by komerční život a obchod ve městech omezil na minimum; heslem vlády bylo „potlačení obchodu a podpora zemědělství“ (重农抑商, čung-nung i-šang). V nově zorganizované společnosti bylo zemědělství základním zdrojem bohatství a jádrem ekonomiky; úřady je všemožně podporovaly. Dvě třetiny půdy patřily státu. Vláda pozemky rozdrobila mezi drobné rolníky přímo obdělávající půdu, naopak velcí pozemkoví vlastníci byli systematicky omezováni a pronásledováni. Průmysl a řemesla podléhaly státnímu řízení, obchod byl podroben přísnému dozoru. Císař projevoval starost o prostý lid a snažil se mu zajistit klidný život, zatímco luxus bohatých omezoval.
Císař se snažil řídit všechny oblasti života země. Nově budovaná mingská státní správa byla nepočetná a levná. V čele vlády stáli staří druhové císaře, nyní generálové jeho armády, postupně nahrazováni císařovými syny; rutinní administrativu obstarávali konfuciánsky vzdělaní úředníci. Zdanění bylo založeno na naturálních odvodech vypěstovaných a/nebo vyrobených produktů a povinné práci ve státních manufakturách a na státních stavbách. Používání peněz nezapadalo do císařova společenského ideálu, proto se ho vláda snažila omezit; navíc neměla žádnou vhodnou měnu: měď ani stříbro nebyly k dispozici v dostatečném množství a papírové peníze nezískaly důvěru obyvatelstva kvůli své nesměnitelnosti za drahé kovy a inflaci.
Dlouhodobě znovuvybudování Číny na zemědělské základně a zkvalitnění komunikací při budování vojenské dopravní sítě přineslo nezamýšlený důsledek – rozkvět trhů podél obnovených cest a pronikání městských trendů na venkov. Džentry, třída konfuciánsky vzdělaných statkářů obsazujících úřední posty, byla ovlivněna novou, konzumně orientovanou kulturou. S postupujícími desetiletími začaly mezi vzdělané úřednictvo pronikat obchodnické rodiny, které přebíraly zvyklosti džentry. Paralelně probíhaly změny v sociální a politické filozofii, správních institucích a také v umění a literatuře.

## Císařův společenský ideál
V očích Chung-wua, zakladatele a prvního panovníka říše Ming, byla konečným cílem vlády politická stabilita. Tomuto cíli byla podřízena všechna politika a povaha institucí, včetně sociální a ekonomické struktury. Chaos a vláda cizinců, ze kterých se zrodila nová mingská dynastie, ještě posílily tíhnutí k řádu.
Císař chtěl vytvořit jednoduchou zemědělskou ekonomiku, ostatní odvětví považoval za doplňková. Jeho heslem byla šetrnost a jednoduchost. Byl přesvědčen, že bude-li každý muž pracovat na svém poli a žena příst, nebude nedostatek a kvalita života lidu bude dobrá.
Chung-wuova veřejná prohlášení byla plná sympatií pro rolníky a nepřátelství a nedůvěry k bohatým pozemkovým vlastníkům a učencům. Sám o sobě hovořil jako o vesničanovi z pravého břehu řeky Chuaj. Na své bědné mládí nikdy nezapomněl. I jako císař si zachoval ideál vesnického soběstačného života v klidu, bez nutnosti vzdalování se z obce, který byl v době jeho mládí nedosažitelným snem. Jako císař dělal co mohl, aby jej svým poddaným umožnil.
Přes manichejské kořeny víry protimongolských povstalců, ze kterých vzešel, si Chung-wu vybral za státní ideologii konfuciánství a při výstavbě státního aparátu se opíral o konfuciánské vzdělance. Prosazování konfucianismu vedlo v politice k převaze morálních hledisek nad ekonomickými. V konfucianismu vláda našla i zdůvodnění pro nepřípustnost nepřiměřeného bohatství v rukou některých. Křiklavá majetková nerovnost, vedoucí k politické moci a nekontrolovatelnosti boháčů, byla považována za destabilizující prvek společnosti. Navíc konfuciáni chápali bohatství jako dané a jeho soustředění v rukou boháčů (nebo státu) vedlo podle nich nutně k ožebračení lidu. Proto za jeden ze svých úkolů vláda považovala bránění růstu majetkových rozdílů.
A tak pod heslem „humanity“ (žen, jeden z ústředních pojmů konfuciánství) Chung-wuova vláda transformovala společnost. Přerozdělení majetku a bohatství, zejména půdy, vytvořilo mnohem rovnostářštější společnost a bylo ve své hloubce a rozsahu podobné pozemkové revoluci z počátků komunistické Čínské lidové republiky v 50. letech 20. století.
Pro efektivní spravování mingského státu potřebovala vláda aktivní podporu společenské elity – džentry, vzdělaných úředníků a pozemkových vlastníků. Aby jim kompenzovala ztrátu bohatství, které měli za předešlé dynastie Jüan, osvobodila je od pracovní povinnosti a služeb poskytovaných v systému li-ťia, platili pouze pozemkovou daň. Status vzdělané elity byl vyznačen například posezem při vesnických shromážděních a nepřípustností manželských svazků s prostými lidmi. Tyto a podobná opatření umožnily zřetelně odlišit sociální skupiny ve společnosti a oddělit úřednickou vrstvu od lidu jinak než bohatstvím. Dvůr se snažil o udržení drobného vlastnictví a odrazení elit od hromadění pozemkového majetku. Nicméně elity se i tak snažily svůj sociální status proměnit v bohatství. Postupná opětná koncentrace vlastnictví půdy byla proto nevyhnutelná.

## Reformy vlády

### Vláda vojáků, ústřední úřady

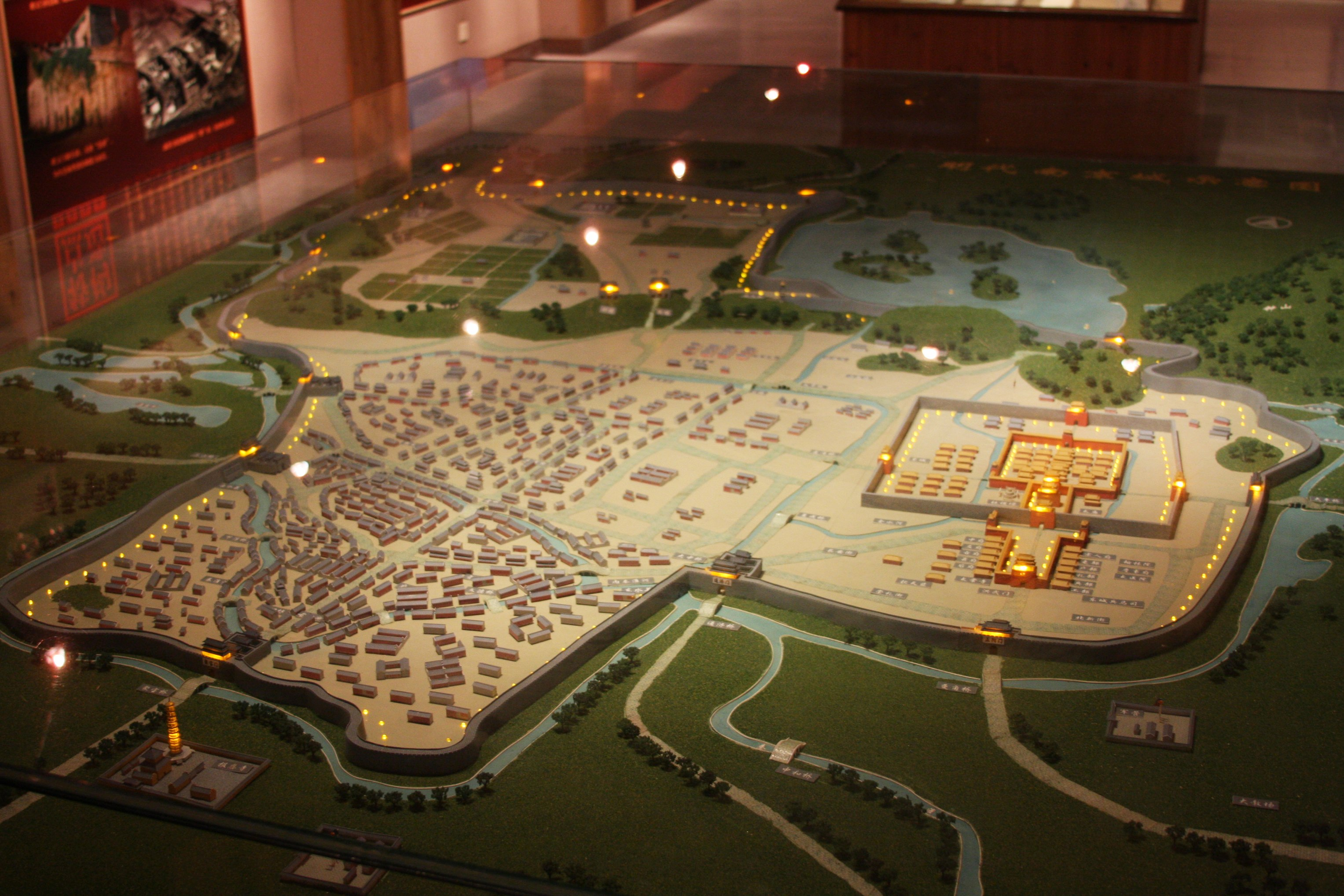
Model Nankingu, císařem Chung-wu vybraného za hlavní město říše Ming, vystavený v Nankingském muzeu mingských městských hradeb

S nástupem na trůn Chung-wu jmenoval manželku císařovnou a nejstaršího syna Ču Piaa následníkem trůnu. Císař kolem sebe shromáždil řadu osobností vojenských i civilních, nicméně civilní úředníci nikdy nedosáhli prestiže a významu vojáků. Roku 1367 jmenoval vévody (kung) tři své nejbližší spolupracovníky – generály Sü Taa a Čchang Jü-čchuna a úředníka Li Šan-čchanga. Po vyhlášení říše Ming obdržel hodnosti a tituly i širší okruh věrných generálů. Tato vojenská elita byla vybraná na základě schopností, avšak nadále byly její tituly i hodnosti dědičné. Generálové se stali vládnoucí vrstvou říše, nadřazenou úřednickému aparátu. Úředníci neměli politickou iniciativu, pouze přenášeli dolů císařovy příkazy a požadavky. Svým způsobem se reprodukovalo uspořádání vzniklé za dynastie Jüan, přičemž vládnoucí vrstvu Mongolů a Se-muů nahradily rodiny zasloužilých vojevůdců spojené příbuzenskými svazky mezi sebou i s císařským rodem.
Mingský administrativní aparát byl zprvu budován podle jüanského vzoru. V čele civilní správy stál ústřední sekretariát čung-šu šeng vedený dvěma hlavními rádci (čcheng-siang), neformálně označovanými za první ministry. Sekretariátu podléhalo šest ministerstev – státní správy, daní, obřadů, vojenství, trestů a (veřejných) prací. Administrativu kontroloval cenzorát, nad armádou bděla hlavní vojenská komise.
Počet eunuchů v paláci císař omezil na 100, v obavě z důsledků jejich vlivu. Později povolil zvýšení jejich počtu na 400, ale zakázal jim učit se číst, psát a vměšovat se do politiky.
Civilní správa, za panování pozdějších císařů jádro vlády, tvořila pouze servisní systém sloužící k zabezpečení financí a logistiky pro armádu. Správa provincií byla analogicky zprvu pod kontrolou generála, kterému podléhaly i civilní úřady. V 70. letech vliv vojáků zeslábl, když byli na vedoucí pozice v provinciích jmenováni civilisté. Regionálním vojenským velitelům zůstala administrativa spojená se spravováním záležitostí vojenských rolníků v systému wej-suo.

### Centralizace po roce 1380, náhrada generálů císařovými syny
Roku 1380 byl pro podezření z účasti ve spiknutí proti císaři uvězněn a popraven hlavní rádce Chu Wej-jung, načež byla jeho funkce (která zhruba odpovídala modernímu předsedovi vlády) i s celým jeho úřadem, ústředním sekretariátem, zrušena. Císař navíc provždy zakázal jeho obnovení. Šestice ministerstev pak přímo podléhala císaři. Také cenzorát byl přechodně zrušen, hlavní vojenská komise řídící ozbrojené síly byla rozdělena na pět komisí, přičemž každá kontrolovala část vojsk v metropoli a pětinu regionů. Navíc císaři přímo podléhala část pluků posádky hlavního města, jeden z nich, takzvaná „garda ve vyšívaných uniformách“, plnil roli tajné policie. Po reformě císař přímo řídil jednotlivé ústřední úřady a zůstal jediným koordinátorem mezi resorty. Výsledkem byla fragmentace státní autority a vlády, která sice bezprostředně odstranila možnost státního převratu, ale dlouhodobě oslabila akceschopnost vlády.
Po velké čistce roku 1380 následovaly menší procesy, jejichž oběťmi se stalo několik ministrů a náměstků ministrů a stovky méně významných osob. Popravy vyvolaly vlnu protestů ze strany úředníků poukazujících na demoralizaci státního aparátu a plýtvání lidskými zdroji. Císař kritiky nepotrestal, ale politiku nezměnil.
Císař se velmi obával spiknutí generálů a postupně jich, v souvislosti s případy Chu Wej-junga a Lan Jüa, řadu popravil. Císařova obava o bezpečnost nebyla nedůvodná, riziko spiknutí generálů bylo vždy přítomno. On sám se k moci dostal zradou dědiců Kuo C’-singa a i později čelil spiknutím svých podřízených. Od počátku 80. let postupně zasloužilé generály nahrazoval svými syny. Udělil jim tituly knížat (wang) a vojenské velení v regionech. Po dosažení přibližně dvaceti let věku byli posíláni do místa určeného jejich titulem, první z nich roku 1378. S usídlením v regionech vzrostl jejich význam. Nejdůležitější byli druhý až čtvrtý syn, Ču Šuang, Ču Kang a Ču Ti, sídlící v Si-anu, Tchaj-jüanu a Pekingu, kteří veleli armádám na severní hranici. Kromě císařových synů byli ostatní členové císařského rodu ze správy země vyloučeni, v obavě z opakování dynastických sporů typických pro dynastii Jüan.

### Úředníci
Státní správa byla organizována na konfuciánských principech. Úředníci byli nabíráni především na základě doporučení. Doporučováni byli při založení říše (roku 1368) speciálními pověřenci, později místními úředníky. Ministerstvo státní správy, případně císař, posoudil jejich schopnosti a jmenoval do funkce. Významným zdrojem úředníků se stala obnovená Národní univerzita, která stanula na vrcholu rozsáhlé sítě konfuciánských škol, zřízených  v prefekturách, krajích a okresech celé říše. V únoru 1371 císař rozhodl o obnovení úřednických zkoušek a konání provinčních a okresních zkoušek každé tři roky, provinční proběhly už za měsíc, v březnu. Ale už roku 1373 úřednické zkoušky zrušil kvůli nespokojenosti s kvalitou absolventů. Místo očekávaných schopných administrátorů v nich, podle císařova názoru, uspěli nepraktičtí knihomolové. Roku 1384 se zkoušky rozběhly znovu a probíhaly v tříletých cyklech do konce dynastie.
Úředníků nebylo ani 8 000, polovina na nízkých stupních (osmém a devátém), plus dalších nejméně 5 000 učitelů ve vládních školách. Zkouškami se nezískalo dost kandidátů, proto byla místa z větší části obsazována na základě doporučení a známostí. Zavedení zkoušek mělo v daném momentu především symbolický význam přihlášení ke konfuciánství.
Přestože císař konfuciánství podporoval, choval k úředníkům hlubokou nedůvěru a neváhal je tvrdě trestat za spáchané přečiny. Například roku 1397 poté, co vyšlo najevo, že palácové zkoušky úspěšně absolvovali pouze uchazeči z (lidnatějšího a vzdělanějšího) jihu země, obvinil zkoušející z protežování jižanů a poslal do vyhnanství, případně na popraviště.
Konfuciánsky vzdělaní úředníci obsazovali ve státní správě pouze řídící místa. Rutinní administrativa a „vyplňování formulářů“ byly úkolem řadových zaměstnanců a pomocníků, vybíraných z místního obyvatelstva. Bylo jich nejméně čtyřikrát více, než úředníků.
V důsledku snahy císaře o šetření byly platy úředníků i příjmy členů císařského rodu zhruba pětinové proti stavu za minulých dynastií. A to ještě úředníky vláda vyplácela ve znehodnocených papírových penězích nebo je nutila přijímat obrazy, kaligrafii, pepř; místo nutné a potřebné rýže, látek, hotovosti a drahých kovů. Úředníci a důstojníci, jejich rodiny a příbuzní, nesměli obchodovat ani půjčovat peníze. Zejména na nižších stupních hierarchie měli proto problém se uživit, který byl pro poctivé neřešitelný, pokud sloužili daleko od finančně zajištěných příbuzných.

## Peníze
Inflace závěru jüanské doby vedla obyvatelstvo k opuštění papírových peněz a návratu k (obilnému) zrnu jako základnímu prostředku směny. Používaly se též měděné (fakticky bronzové) mince. Vlastní mince Chung-wu nechal vyrábět poprvé roku 1361. Nesly název ta-čung tchung-pao, odlévány byly v pěti denominacích: o základní hodnotě (1 wen) a dále 2, 3, 5 a 10 násobku.Tehdejší nevelká emise neměla výraznější ekonomický dopad a pouze vyjadřovala nárok na politickou samostatnost jeho útvaru. Otevření mincoven v dobytých územích pak byl akt symbolizující definitivní podmanění dotyčného teritoria. V 60. letech jeho vláda neměla sílu ovlivňovat ekonomiku, proto tolerovala oběh starých mincí a stanovení cen nechala na trhu.
Význam výroby mincí v mingské Číně snižovalo jejich omezené užívání. Za rané Ming mince obíhaly pouze na jihu a jihovýchodě země (tam, kde za Mongolů obíhaly státovky), na severozápad mince pronikly až ve druhé čtvrtině 15. století.

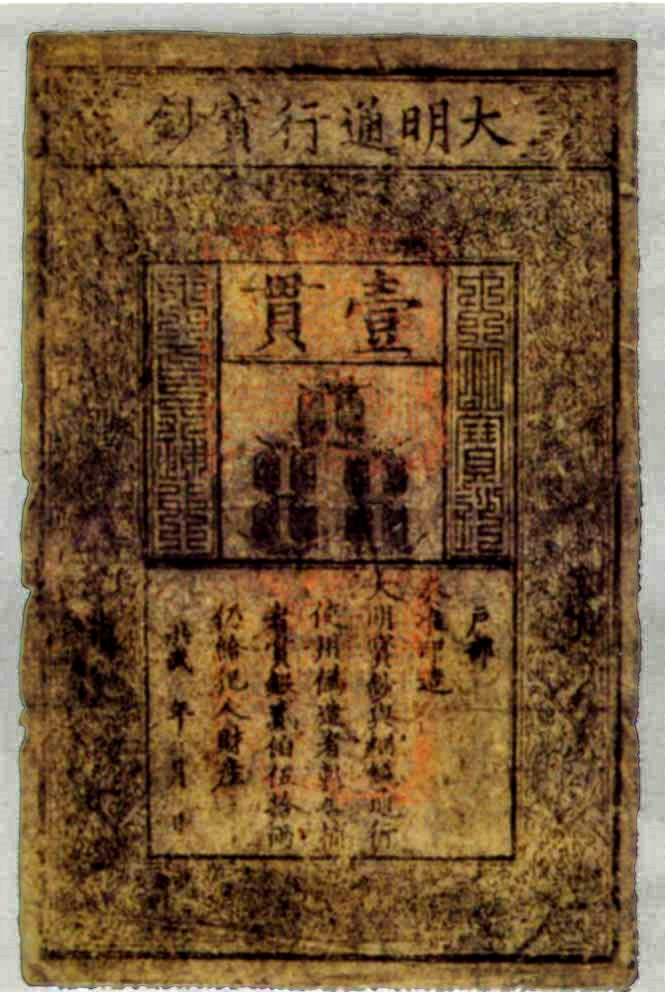
Mingská státovka

Odrazen pozdně jüanskou inflací se Chung-wu pokusil vrátit k sungské praxi oběhu měďáků. Vyhlášení říše Ming roku 1368 doprovázela výroba mincí, tzv. Chung-wu tchung-pao, opět v hodnotách 1, 2, 3, 5 a 10 wenů. Avšak mince velkých hodnot trh odmítal a roku 1371 přestaly být raženy. I běžné jednowenové mince obíhaly s potížemi, podle úředníků kvůli jejich nedostatečnému množství. Doly v jižních provinciích Kuang-tung a Kuang-si, které v sungské době zabezpečovaly 95 % čínské těžby mědi, byly vyčerpané, a tak těžba mědí nemohla dostatečně vzrůst. Ani s mědí získanou přetavováním starých výrobků se nepodařilo odlévat více než 160 miliónů měďáků ročně, což nebylo ani tři mince na hlavu. Úředníci navrhli snížit obsah mědi v mincích o desetinu, aby mohl být zvýšen jejich počet, ale císař devalvaci odmítl.
Alternativou mědi nemohlo být zlato, vzácné a vzhledem k vysoké hodnotě nevhodné pro každodenní použití, ani stříbro, které bylo ještě vzácnější než měď. Roku 1391 bylo například ve státní pokladně jen 24 740 liangů (923 kg) stříbra, což o dvě staletí později byla sotva čtvrtina majetku čínského velkoobchodníka. Za takových okolností měla Chung-wuova vláda jen málo na výběr. Nezbylo jí, než se (roku 1375) obrátit k papírovým penězům, státovkám (Ta Ming pao-čchao), které měly sloužit jako základní prostředek směny, s měďáky v pomocné funkci. Počáteční kurs stanovila na 1 liang (37,3 g) stříbra = 1 tan (107,4 l) zrna = 1 kuan státovek. (Kuan byla peněžní jednotka rovnající se 400 měďákům.)
Současně se zavedením státovek bylo roku 1375 zakázáno užití stříbra a zlata v obchodu. Na rozdíl od sungských a jüanských dob nebyly papírové peníze směnitelné za drahé kovy, nezískaly proto důvěru obyvatelstva a jejich hodnota klesala. Znejistělá vláda se je pokoušela podpořit manipulací s nabídkou peněz, přičemž kolísala mezi zastavením tisku i výroby mincí a tiskem na plné obrátky. Mincovny byly uzavřeny v letech 1375–1377 a opět 1387–1389. Tisk peněz byl přerušen v letech 1384–1389 a opět zastaven roku 1391. Když peníze vláda tiskla, tak ve zcela nepřiměřeném množství, například roku 1390 byly příjmy vlády 20 miliónů kuanů, ale výdaje 95 miliónů oficiálně a fakticky ještě vyšší.
Následky na sebe nenechaly čekat, cena státovek do roku 1394 klesla na 40 % nominální hodnoty a obchodníci se obrátili ke stříbru jako nejlepší možnosti, když papírové peníze trpěly znehodnocováním, měděné neměly velkou hodnotu a zlato bylo vzácné. Vláda reagovala snahou o stažení měďáků – roku 1394 nařídila jejich povinnou výměnu za státovky – a opětovným (1397) zákazem užití stříbra v obchodu. Ve snaze o stažení stříbra a měďáků z oběhu vláda dovolila platit jimi některé daně. Obrana proti dovozu stříbra byla i jedním z důvodů pro zákaz soukromého zahraničního obchodu. Oběh stříbra byl navíc chápán jako hrozba nastolovanému ekonomickému řádu. Ideálně měli lidé vše potřebné získávat výměnou za jimi vypěstované zrno, resp. látky, tedy bez použití stříbra.
Ceny pak byly obchodníky určovány ve stříbře, ale vzhledem k nedostatku drahých kovů vypláceny v papírových penězích, v postupně klesajícím kurzu. Stříbro a zlato se staly měřítkem hodnoty a státovky platebním prostředkem.
Politika namířená proti stříbru může být interpretována jako součást snahy o zlomení moci ťiangnanských boháčů, dříve (v občanské válce před vznikem říše Ming) stoupenců Chung-wuova soupeře Čang Š’-čchenga. Stříbro dávalo jeho vlastníkům podle císařova názoru nepřiměřenou svobodu. Z tohoto hlediska je odmítání směnitelnosti státovek za stříbro pochopitelné.

## Pozemková reforma

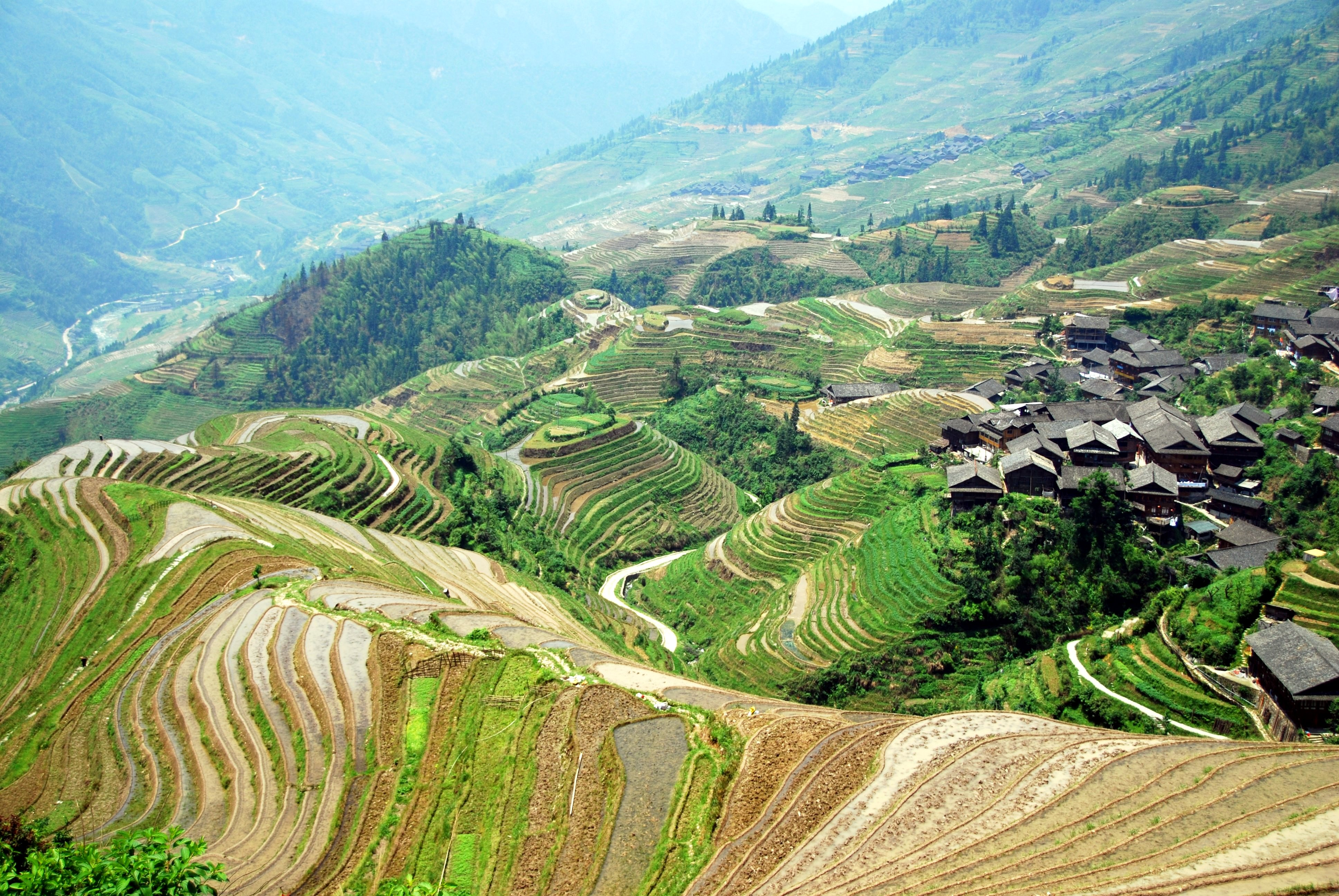
Terasová rýžová pole okresu Lung-šeng v provincii Kuang-si. Zemědělství bylo pro Chung-wua hlavním zdrojem bohatství země

Chung-wu považoval zemědělství za základní zdroj bohatství a předpokládal přímý vztah mezi rolníky a státem vlastnícím půdu. Chtěl vybudovat stát jako patriarchální rolnickou monarchii založenou na životě obyvatelstva v rolnických občinách. Císař byl přesvědčen, že pokud ani jeden muž nebude bez pole a ani jedna žena bez tkalcovského stavu, veškeré strádání pomine. Koncentrace pozemkového vlastnictví v rukou boháčů se s tímto ideálem neslučovala, a navíc si bohatí vlastníci nacházeli cesty jak neplatit daně. V posledních letech dynastie Jüan dokonce klesl výnos pozemkové daně na nulu.
Chung-wu reagoval snahou o převedení půdy do vlastnictví státu. Během válek, v nichž vznikl mingský stát, se státní vlastnictví půdy výrazně rozšířilo, k pozemkům vlastněným státem už v říších Jüan a Sung, nyní vráceným vládě, připadla i půda zabavená protivníkům nové dynastie. V Ťiang-su a Če-ťiangu, které byly v občanských válkách oporou Chung-wuových nepřátel, byla zkonfiskována veškerá soukromá půda a bývalí statkáři vysídleni na sever. Po nástupu na trůn císař přesídlil 14 300 bohatých rodin z Če-ťiangu a nankingského zázemí z jejich panství do Nankingu. Obrovské majetky buddhistických klášterů (které za dynastie Jüan například v provincii Šan-tung vlastnily tři pětiny půdy) byly zkonfiskovány, 3 000 buddhistických a taoistických klášterů zrušeno, 214 tisíc buddhistických a 300 tisíc taoistických mnichů a mnišek vráceno světskému životu a kláštery omezeny na jeden s maximálně dvěma mnichy v okrese. Státní byly i polnosti škol a pozemky určené k zajištění úředníků. Celkově stát vlastnil dvě třetiny obdělávané půdy, přičemž na jihu převládala soukromá půda, na severu byla většina pozemků ve vlastnictví státu.
Tažení proti velkým pozemkovým vlastníkům se nevyhýbalo ani novým mingským hodnostářům. Roku 1380 bylo zrevidováno vlastnictví pozemků získaných ministry a úředníky, roku 1381 totéž dopadlo i na nositele aristokratických titulů, včetně členů císařského rodu. Všichni museli vrátit získané pozemky státu, náhradou byli vypláceni v rýži a hedvábí.
Většina státních pozemků byla rozparcelována a předána rolníkům do trvalého užívání. Na severu dostávali rolníci 15 mu (0,87 ha) na pole a dvě (1 160 m²) na zahradu, na jihu byl příděl 16 mu pro rolníky a 50 mu (2,9 ha) pro vojenské rolníky. Kdo opustil majetky během válek, neměl nárok na jejich vrácení, byly mu sice přiděleny náhradní pozemky, ale pouze pokud na nich zamýšlel osobně pracovat, Kdo obsadil větší pozemky než byl schopen obdělat, byl zbičován a jeho půda zabavena. Zatímco první sungský císař Tchaj-cu (vládl 960–976) povzbuzoval velké pozemkové vlastníky a říkal, že boháči jsou branou bohatství pro celou zemi, Chung-wu se snažil boháče zlikvidovat. Po jeho reformách velcí pozemkoví vlastníci prakticky vymizeli.
Rolníci hospodařící na státní půdě ji mohli předat potomkům, nikoliv však prodat (a odejít jinam). V zásadě byl obnoven tchangský systém stejných polí, i když neexistovala jednotná norma přídělů, které odpovídaly místním podmínkám a velikosti rodiny. V důsledku reforem se naprosto převažující postavou čínského venkova stal samostatný drobný rolník. Zákony očekávaly od každého zdatného rolníka práci na poli a vyzývaly vesnické starší k trestání lenochů.

## Regulace spotřeby

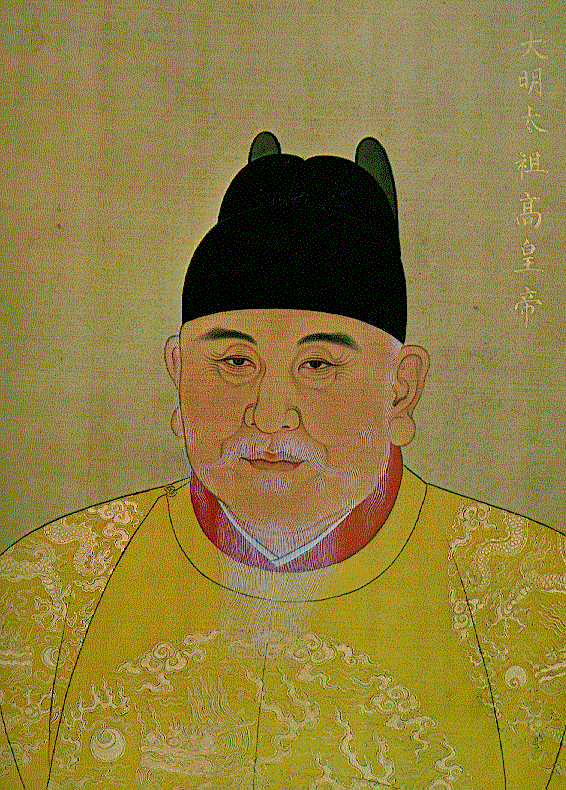
Portrét císaře Chung-wu. Na hlavě má takzvaný „čtyřstranný pacifikační turban“, který roku 1370 přikázal nosit všem svým poddaným. Třebaže po říši rozeslal ukázkové vzorky turbanu, jeho snaha o sjednocení pokrývek hlavy neměla úspěch.

Spotřeba bohatých a privilegovaných byla omezována v obavě, že předvádění bohatství a okázalá spotřeba bude mít destruktivní účinky na soudržnost společnosti, a podkopá sociální a ekonomické základy státu. Od privilegovaných byla vyžadována sebeomezení, jejichž ospravedlnění bylo hledáno v konfuciánské morálce. Materiální zájmy a sobectví bylo odmítáno, přičemž Chung-wu neváhal jít příkladem. Spokojil se s prostým jídlem i vybavením paláce. Potěšení z pohodlí, luxusu a majetku, pokládal za nepřijatelnou sebestřednost a známku korupce. Typickými nařízeními v tomto duchu bylo vysázení zeleninových zahrad místo květinových v palácích jeho synů, zákaz chovu zvířecích miláčků, například tygrů, spojený z výzvou nahradit je užitečnými zvířaty, kravami. Zakazoval i pěstování druhů rýže vhodných pro výrobu rýžového vína.
V kontrastu s postojem k bohatým byla péče o chudé výrazně zvýšena. Úřady nesly zodpovědnost za výživu vdov, sirotků, bezdětných starců, nemocných a chudáků neschopných se uživit. V každém okresu vláda nařídila zřídit útulky pro potřebné, samostatně žijící chudáci měli garantováno měsíčně 3 tou (cca 32 litrů) rýže, 30 ťinů (cca 18 kg) dřeva a balík látek, osmdesátiletí a starší pak 5 tou rýže, 5 ťinů masa a 3 tou vína. Náklady nesly prostřednictvím systému li-ťia bohaté rodiny komunit, pod hrozbou konfiskace majetku.
Císař se snažil o přísnou regulaci nejen spotřeby, ale celého života poddaných, včetně pokusů prosadit standardy pozdravů i styl písemných textů, omezování lidí při výběru jmen a zákazy používání znaků připomínajících mnišskou epizodu císařova života. Pro každou sociální vrstvu byla stanovená přípustná kvalita jídla, oděvů, bydlení a dopravy. Například prostí lidé mohli mít v domě maximálně tři místnosti, nesměli cestovat ve voze nebo na koni, osla mohly používat pouze okresní úřady. Vojáci byli trestáni za muzicírování i hraní her. Boháči proto skrývali své bohatství, což vedlo k utlumení poptávky po luxusním zboží a omezení obchodního ruchu.

## Podpora zemědělské produkce

Osídlení Číny za vlády Chung-wua. Počet obyvatel provincií je uveden v miliónech, podle sčítání roku 1393. Celkem bylo v Číně napočteno 60,5 miliónů obyvatel, přičemž naprostá většina žila na jihovýchodě.

Ve snaze o obnovu prosperity země zničené dlouholetými válkami vláda zemědělskou výrobu nejrůznějšími prostředky podporovala. V zájmu zvýšení množství pracovní síly bylo výrazně omezeno otroctví (vlastnit otroky bylo povoleno pouze členům císařského rodu), snížen počet mnichů, zakázána koupě a prodej svobodných lidí, včetně přijímání žen, dětí a souložnic jako zástav a zakázáno obchodování s otroky. Organizováno bylo přesidlování ze zalidněného jihu do zpustošených severních provincií, zprvu nedobrovolné, později vláda od násilného stěhování lidí upustila. Přesídleno bylo mnoho set tisíc lidí. Osídlenci kromě pozemků dostávali i setbu a vybavení, včetně tažných zvířat. V pohraničí a strategicky důležitých oblastech vznikly vesnice vojenských rolníků, kteří byli v případě války povinni vojenskou službou a v době míru zásobovali armádu potravinami.
Mimo znovuobdělání opuštěné půdy byla přijata opatření pro obnovení zavlažovacích systémů. Chung-wu rozkázal místním úřadům informovat dvůr o všech požadavcích a připomínkách obyvatelstva ohledně oprav nebo výstavby zavlažovacích staveb. Roku 1394 císař zvláštním výnosem nařídil ministerstvu veřejných prací uvést do řádného stavu kanály a přehrady pro případ sucha nebo přívalových dešťů, současně rozeslal po zemi absolventy státní školy a technické specialisty dozírající na protipovodňové stavby. V zimě roku 1395 bylo po celé zemi postaveno 40 987 hrází a odvodňovacích kanálů.

## Místní správa a daně

### Organizace místní samosprávy
Vesnice tvořily samosprávné komunity řešící si vnitřní spory bez zásahů úředníků, kterým ostatně Chung-wu nedoporučoval vůbec vstupovat na venkov. Fungovaly ne na základě zákonů, ale konfuciánské morálky.

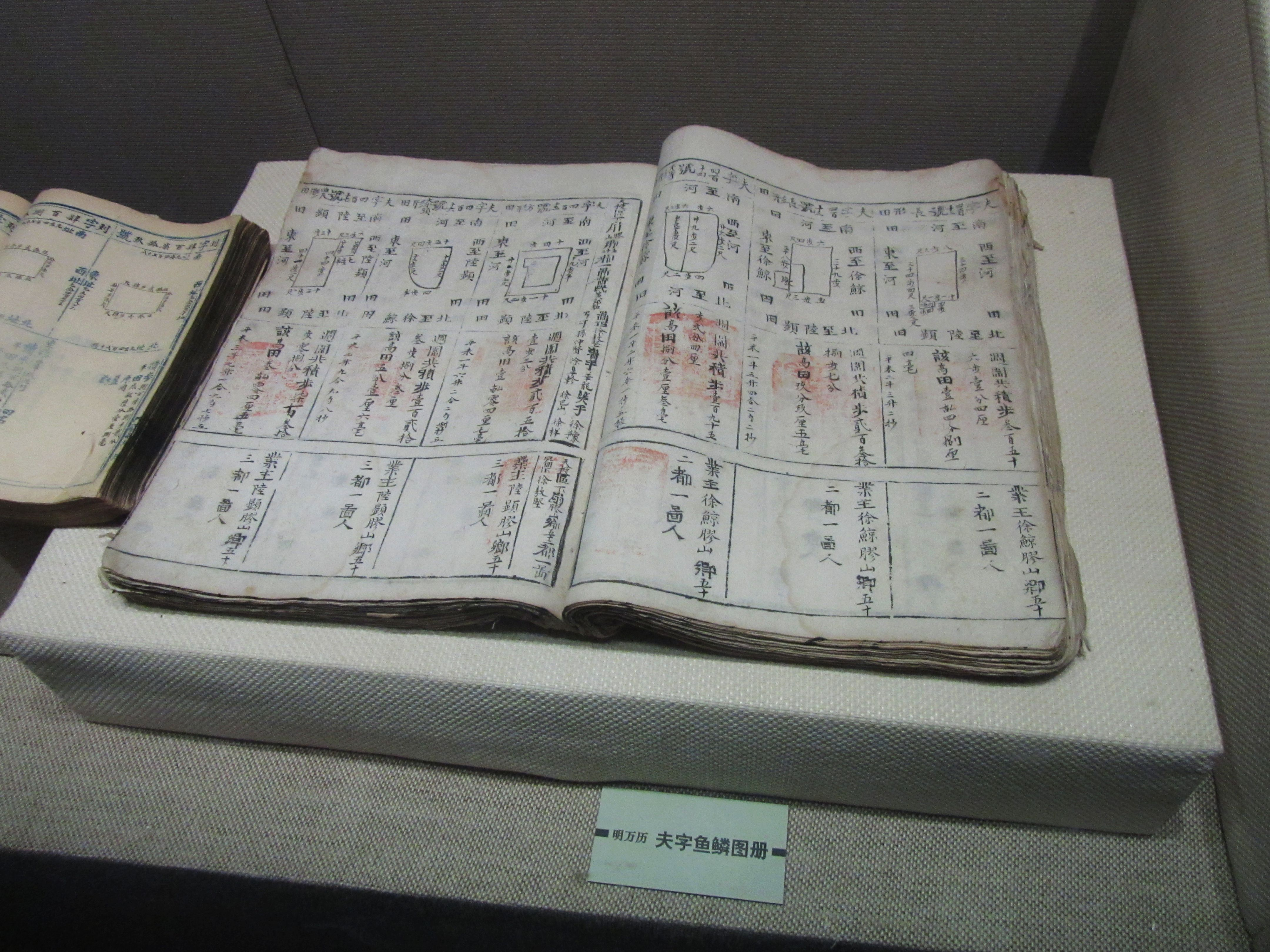
Ukázka Registrů map rybí šupiny éry Wan-li, uloženo v muzeu ve Wu-si

Pro daňové účely bylo obyvatelstvo a jeho majetek, zejména pozemky, zapsáno ve Žlutých registrech a Registrech map rybí šupiny. Registry map rybí šupiny evidovaly pozemky (rozměry, kvalitu a vlastníka) podle vesnic. Žluté registry byly založeny na evidenci domácností, registrováni byli jak členové domácnosti (práceschopní muži, ženy i děti), tak její majetek, zejména pozemky. Seznamy domácností byly podkladem pro rozdělení domácností do skupin po sto deseti rodinách v systému li-ťia a pro rozvržení daňových povinností.
V systému li-ťia bylo obyvatelstvo rozděleno na skupiny (v ideálním případě) 110 domácností zvané li, ty na deset skupin ťia po deseti domácnostech. Zbylých deset (nejbohatších) rodin se po roce střídalo ve vedení stodesítky. Registrovaní poplatníci se bez souhlasu úřadů nemohli přestěhovat. Každý rok byla jedna ťia povinna službami a dodávkami a pod vedením vůdce li je zajišťovala. Po deseti letech proběhlo sčítání lidu zaznamenané ve Žlutých registrech, přerozdělení domácností do li a začal nový cyklus.
Daně vybíraly a seznamy poplatníků vedly tři ministerstva – financí, práce a vojenství. Seznamy rolníků a pozemků vedlo ministerstvo financí, které též vybíralo pozemkovou daň. Ministerstvo prací se zabývalo registrací řemeslníků a organizací pracovní povinnosti, ministerstvu vojenství podléhaly domácnosti vojáků a vojenských rolníků.

### Principy zdanění
Vlivem nedostatečného množství měďáků a stříbrných prutů Mingové zdědili ekonomiku bez prakticky použitelné měny. Oproti sungskému systému zdanění založeného na duálním systému měďáků a státovek a jüanskému systému kompletně postaveném na státovkách, byl proto mingský systém založen na naturálních odvodech. Státní příjmy tvořily daně v zrnu, látkách a ve formě povinné práce. Penězům tak zůstala jen nevýznamná role. Poplatníci zodpovídali i za dopravu naturálií do státních skladů a sýpek. (Metropole potřebovala 4 milióny tanů zrna, což zajišťovali poplatníci z Ťiang-nanu; 8 miliónů tanů zrna dodávali poplatníci ze severu na severní hranici.) Státní projekty a akce zajišťovalo obyvatelstvo formou pracovní povinnosti.
Daňové příjmy byly přímo přiděleny a dodávány úřadům a organizacím je spotřebovávajícím, takže neexistovala centrální skladiště ani rozpočty, zato množství účtů a potvrzení. Jakýkoli nerutinní výdaj musel mít schválení císaře, přičemž bylo určeno i z jakého příjmu bude hrazen. Jelikož státní příjmy a výdaje byly realizovány příkazy obyvatelstvu dodat požadované statky na určené místo, nebylo třeba velkých skladů. Úředníci ale nebyli schopni vždy nasměrovat dodávky na potřebná místa, důsledkem byla řada lokálních zásobovacích krizí.
Stát se vzdal trhu – cokoliv potřebného bylo vyrobeno ve státních manufakturách, eventuálně získáno odvody od obyvatelstva. Stát proto peníze prakticky nepotřeboval, i úředníky vyplácel v rýži. Řízení ekonomiky bez peněz ale bylo drahé. Poplatníci museli na každý tan zrna dopravený do metropole vynaložit 2–3 tany nákladů na dopravu, když dopravu zajišťovali vojáci (tzv. systém cchao-jün, 漕運) a 4 tany, pokud dopravu zajišťovali poplatníci sami (systém min-jün, 民運). Doprava do skladů na severní hranici stála ještě více, 6–7 tanů. A to navíc vojáci byli dislokováni i více než 500 km od těchto skladů a museli si sami zásoby dovést do svých posádek. Ve velkých skladech se navíc zrno leckdy kazilo.
Pracovní povinnost řemeslníků byla také tíživá, ke třem měsícům práce v metropoli patřila i cesta do ní na vlastní náklady. Stav byl nevýhodný pro poplatníky, pro stát i pro úředníky, kteří museli svou výplatu v naturáliích zčásti prodávat, aby získali jiné potřeby k životu, a při prodeji ztráceli. Pod tlakem na zavedení peněz vláda při nedostatku mědi i stříbra neměla jinou volbu než státovky.

### Rolníci
Pozemková daň byla od počátku dynastie chápána jako jídlo, jídlo pro státní zaměstnance, úředníky a vojáky, dělníky na veřejných pracích. Přebytky vláda uskladňovala jako rezervu pro případ přírodních neštěstí.
Za výběr daní byli zodpovědní oblastní daňoví správci (liang-čang), jmenovaní okresními úřady z členů majetných rodin. Roku 1371 byl v povodí Jang-c’-ťiang zaveden systém místní samosprávy li-ťia a postupně se rozšiřoval po říši. Všechny řádné státní výdaje, kromě pozemkové daně, byly hrazeny pomocí povinných služeb a dodávek obyvatelstva organizovaného ve skupinách li-ťia. Na rozdíl od pozemkové daně byla tato forma zdanění progresivní. Velké infrastrukturní projekty, jako výstavba cest a hrází či kanálů, byly hrazeny dalšími rekvizicemi ad hoc. V souvislosti s přenesením zodpovědnosti za výběr daní na li byli oblastní daňoví správci roku 1382 zrušeni, ale už po třech letech obnoveni. Shromažďovali nyní daně od hlav li a dopravovali je do státních sýpek, nicméně výdaje na dopravu, účetní a dozor hradila li.
Pozemková daň byla při ustavení říše Ming radikálně snížena – na státní půdě platili rolníci 0,53 tou z mu (5,7 litru z 580,32 m³), na soukromé 0,33 tou z mu, pouze v Ťiang-nanu byla na úrovni pachtovného, tj. přes 1,3 tou z mu. Pět ťiangnanských prefektur (Su-čou, Čchang-čou, Sung-ťiang, Ťia-sing a Čen-ťiang) tak dodávalo čtvrtinu daní říše. Na rolníky se vztahovala i pracovní povinnost, za každých 100 mu půdy musel jeden člověk pracovat 1 měsíc na státních stavbách.
Císař také nechal vypracovat seznam velkých majitelů půdy – rodin s více než 700 mu (cca 40 ha) půdy. Těchto 14 341 rodin zatížil dodatečnými povinnostmi a jejich syny povolal do státní služby.

### Řemeslníci

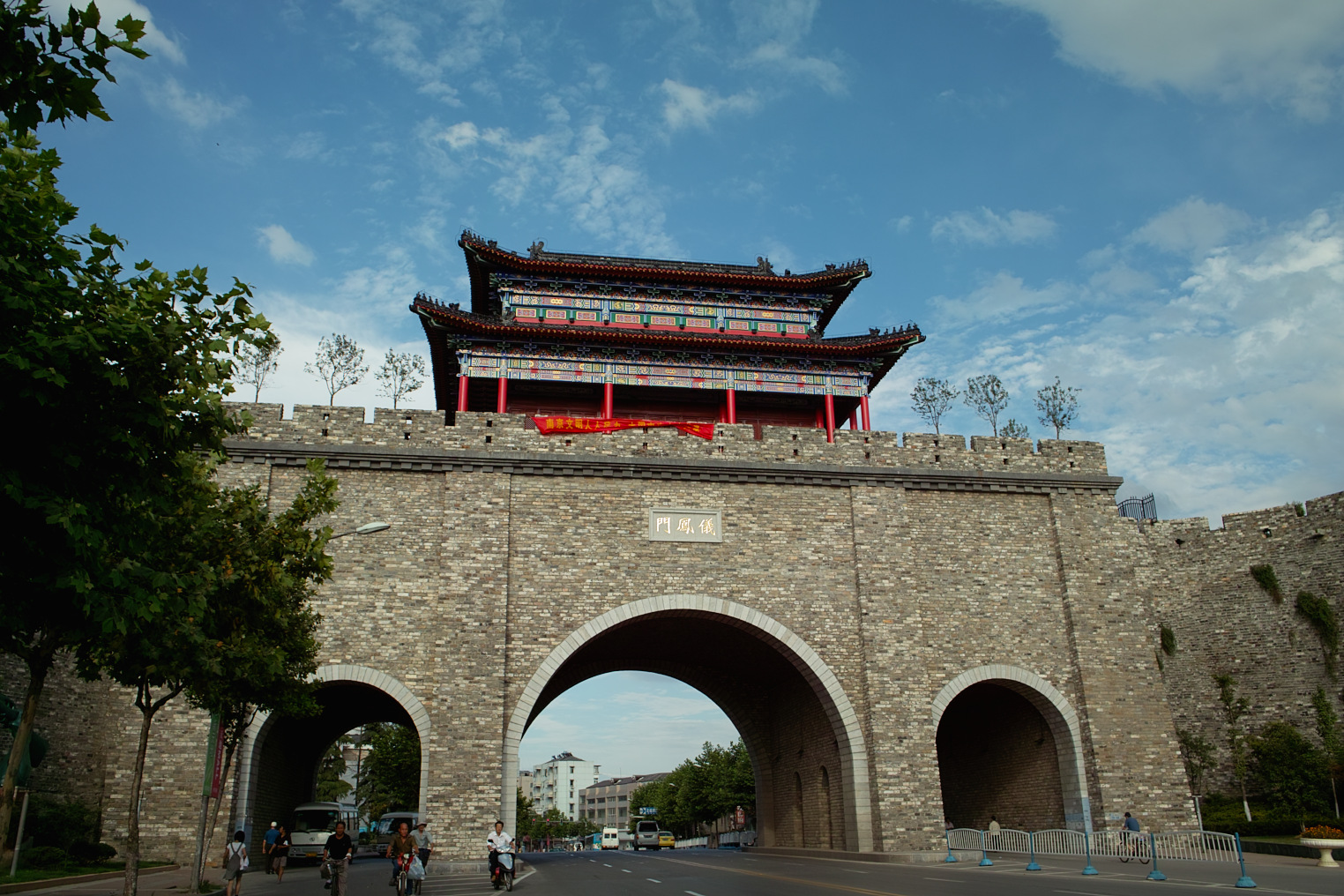
Hradby Nankingu stavěly za vlády císaře Chung-wua desítky tisíc lidí v systému pracovní povinnosti. Na obyvatelstvo v okruhu mnoha set kilometrů byla rozvrhnuta výroba statisíců cihel i jejich doprava na místo. Každá cihla byla, v souladu s pravidly zavedenými už za dynastie Čchin, označena jmény výrobce a zodpovědných funkcionářů ťia, li, okresu a prefektury. V případě nekvalitní práce mohl být viník snadno dohledán.

Zatímco daně a dávky od rolníků vybíralo ministerstvo daní, o zdanění řemeslníků se staralo ministerstvo prací. Ve městech byli snadno dosažitelní pro úředníky, kteří vymáhali povinnosti vůči státu. Zapsáni v seznamech, nemohli se stěhovat bez vědomí úřadů. Řemeslníci měli rovněž kromě odvádění daní i pracovní povinnost, která byla v případech, kdy byla vykonávána mimo bydliště, mimořádně zatěžující.
Státní manufaktury vyráběly vše potřebné pro chod státu, ať už byla jejich produkce potřebná pro císařský palác nebo armádu. Stát si držel monopol na těžbu a zpracování rud, což způsobilo nepříjemnou drahotu kovů. Státní byla i výroba porcelánu. Protože hlavní složkou ceny výrobků byla cena materiálu, která byla pro státní manufaktury nulová, neměl proti nim soukromý sektor šanci. Ve státních manufakturách pracovali řemeslníci zdarma v rámci pracovní povinnosti, po dobu tří měsíců jednou za 2 až 5 let, v závislosti na profesi. Dále existovalo 234 tisíc placených řemeslníků v 62 oborech. Produkce i distribuce soli a čaje byly pod striktní státní kontrolou, výrobci/pěstitelé museli plnit vysoké odvody a neregistrovaná produkce byla zakázána.

### Vojenští rolníci a vojáci
Samozásobování zahrnovalo i armádu, spotřebovávající téměř polovinu příjmů státu. Cílem císařových opatření bylo armádu učinit nezávislou na trhu a „zásobit milión vojáků, aniž by vláda musela dodat jediné zrno rýže“. Roku 1373 proto každý demobilizovaný voják dostal 50 mu (2,9 ha) země, krávu a osivo s tím, že v pohraničí se bude věnovat zemědělství 70 % vojáků, ve vnitrozemí 80 %. Bývalí vojáci poté sloužili jako dědiční vojenští rolníci, přičemž každá rodina měla povinnost dodat jednoho člena každé generace k aktivní službě.
Soupisy vojenských rolníků vedlo ministerstvo vojenství, které od nich také vybíralo dávky a daně. Byla pro ně vydělena desetina zemědělské půdy státu. Výnos jejich hospodaření byl určen pro výživu armády. Navíc pokud vláda potřebovala nějaké suroviny pro loďstvo nebo armádu, jednoduše nařídila vojenským rolníkům je vypěstovat.

## Obchod a cestování
Císařovu nedůvěru k úřednické elitě doplňoval přezíravý postoj k obchodníkům. Zlomení moci vrstvy obchodníků a velkých pozemkových vlastníků císař viděl jako jeden z nejdůležitějších úkolů své vlády. Zavedl vysoké daně pro Su-čou a okolí – tehdy obchodní a ekonomické centrum Číny. Navíc několik tisíc zdejších zámožných rodin bylo přinuceno přesídlit k Nankingu a na jižní břeh Jang-c’-ťiang. Aby zabránil nepovolenému podnikání, museli cestující obchodníci hlásit svá jména a náklad místním agentům, kontrolovaným úřady každý měsíc. Zboží byli povinni ukládat ve vládních skladech.

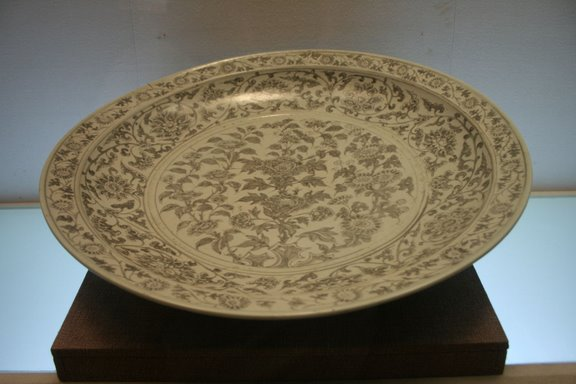
Konec válek přinesl rozvoj hospodářství. Porcelánový talíř éry Chung-wu. Dnes v Nankingském muzeu

Na obchodníky těžce dopadalo omezování mobility obyvatelstva. Cesty delší než 58 km (100 li) byly bez úředního povolení zakázány. Cestovní doklad obsahoval jméno, bydliště, jméno správce domovské obce, věk, výšku, popis obličeje a postavy, povolání, jména rodinných příslušníků. Nesrovnalosti byly důvodem k navrácení podezřelého domů a trestu.
Cestující lidé byli kontrolováni vojáky na cestách, u přívozů i na ulicích. Hostince hlásily hosty úřadům, včetně údajů o cílech cest a dopravovaném zboží, které obchodníci museli uskladňovat ve státních skladech. Bez licence se nedalo obchodovat, při jejím vydání úřady kontrolovaly zboží, místo určení a ceny. Zprostředkovatelé (makléři) byli zakázáni. Pro většinu zboží vláda stanovila pevné ceny, jejichž nedodržení bylo trestáno. Konfiskaci a bičování vynesla obchodníkovi i špatná kvalita zboží.
Jen málokterá vláda uplatňovala pojetí čtyř tříd (sestupně úředníci, rolníci, řemeslníci, obchodníci) tak vážně a důsledně. Nízký status obchodníků zdůrazňovaly například nařízení oodívání: kožešiny nesměli nosit tři nízké skupiny obyvatel – obchodníci, sluhové a prostitutky. Obchodníci se nemohli oblékat ani do hedvábí. Byli vyloučeni z úřednických zkoušek, v kontrastu k rolníkům. Například mezi 110 ťin-š’ z roku 1400 jich bylo z rodin zemědělců 83, z rodin vojáků 16, učenců 6, ale žádný syn obchodníka. Diskriminace obchodníků přetrvala staletí. Ani roku 1544 z 312 nových ťin-š’ nepocházel žádný z obchodnické rodiny. Navzdory snaze vlády zájem obyvatel o obchod nepolevoval. Příčinu soudobí autoři viděli v jeho výnosnosti, jediná úspěšná obchodní cesta vynesla více než roční práce na poli.

## Zahraniční vztahy
Před dobýváním cizích zemí dal Chung-wu přednost stabilizaci vlády v Číně. Proto se odmítl angažovat ve válce mezi Čampou a Vietnamem i ve vnitrojaponských konfliktech jinak než slovně. Po porážkách v Mongolsku roku 1372 varoval budoucí císaře před tužbou po slávě dobyvatele a doporučil jim omezit se na obranu Číny před „severními barbary“. Již o rok dříve zrušil prefektury a okresy a přesídlil 70 tisíc rodin z krajů severně od pozdější linie Velké čínské zdi (postupně budované Chung-wuovými nástupci od poloviny 15. století) do vnitrozemí, zejména do Pekingu a okolí.
Zpočátku podporoval zahraniční obchod, který viděl jako zdroj příjmů. Nicméně v císařovu tíhnutí ke kontrole ekonomiky i společnosti představovaly styky se zahraničím vážný rušivý prvek. V situaci, kdy vláda považovala obchod za rozkladnou sílu, byl soukromý zahraniční obchod nemyslitelný. Proto krátce po roce 1368 císař omezil kontakty se zahraničím a snažil se obchod omezit na výměnu v rámci oficiálních diplomatických poselstev. Při nich okolní země odevzdáním tributu uznaly právoplatnost a nadřazenost mingské vlády. Oplátkou zahraniční delegace obdržely čínské zboží v hodnotě odpovídající tributu. Tímto způsobem se mingská vláda snažila zahraniční obchod dostat pod kontrolu a potlačit. Obecným důvodem omezování styků se zahraničím byla bezpečnost státu, v pozadí však byla i obava z odplynutí drahých kovů ze země.
Chung-wuova politika systematické kontroly nad zámořskými zahraničními styky a zahraničním obchodem dostala název zakázané moře (chaj-ťin). Úřady bránily Číňanům opouštět říši, cizincům přicházet a obchod s nimi trestaly smrtí pro provinilce a vyhnanstvím pro jeho rodinu. Zakázaly též budovat lodi s dvěma a více stěžni, přičemž existující byly zničeny. Přístavy nechaly zavalit kameny a kládami. Zahraniční zboží bylo zničeno, pobřeží osazeno strážemi. Cíl opatření císař vyjádřil větou „po moři nesmí plout ani kousek dřeva“. Nicméně obchod se zámořskými zeměmi byl příliš ziskový, než aby se ho kupci vzdali a jeho zákaz vedl k rozšíření pašeráctví. Vláda odpověděla silou – střežením hranic a tresty, ale nic nevyřešila.

## Důsledky a osud reforem
Chung-wuova politika ovlivnila život země na mnoho desetiletí. Třebaže některé její prvky byly opuštěny poměrně rychle, jiné přetrvaly až do konce říše v polovině 17. století.
Jednoduchá naturální ekonomika vybudovaná v průběhu reforem se už během několika desetiletí začala rozkládat. Konfuciánské hodnoty byly zpochybňovány, pozemkové vlastnictví se koncentrovalo, státní průmysl ztratil efektivitu, soběstačnost se ukazovala být nevýhodnou a potlačování zahraničního obchodu přinášelo násilnosti. Některá původně nepříliš nákladná rozhodnutí po delší době začala těžce zatěžovat státní pokladnu. V éře Chung-wu tak vydržování několika desítek členů císařského rodu, případně relativně nepočetného osazenstva Zakázaného města nepředstavovalo problém. Ovšem poté, co se i císařovi příbuzní, i palácoví eunuchové začali počítat na desetisíce, byl prostředků na jejich zabezpečení trvalý nedostatek. Podobně v 15. století původně nevelké množství daňových výjimek a imunit vyrostlo tak, že plocha zdaněné půdy klesla na polovinu.
Z uspořádání éry Chung-wu se nejrychleji změnila organizace vlády. Už rok po císařově smrti vypukla občanská válka, kampaň ťing-nan, ve které čtvrtý Chung-wuův syn Jung-le svrhl Chung-wuova vnuka a nástupce (a svého synovce) Ťien-wena. Jung-le minimalizoval vliv císařových příbuzných za současného růstu moci úředníků, zejména velkých sekretářů, a palácových eunuchů. Poté zemi spravovali konfuciánsky vzdělaní úředníci, jejich kariéra začínala úspěšným složením úřednických zkoušek. Nicméně neexistence úřadu odpovídajícího evropskému ministerskému předsedovi (po zrušení velkého sekretariátu roku 1380) přinesla slabost úřednických špiček vůči císařům. Vnějším projevem této slabosti byly bezprecedentně tvrdé tresty, kterým byli nesouhlasící úředníci podrobováni – veřejné bičování, popravy. Bez silných a energických císařů stojících v čele administrativy byl Chung-wuův a Jung-leův způsob vlády jen vzdáleným ideálem, když úředníci od císařů očekávali pouze formální potvrzování svých záměrů, případně moderování ministerských diskuzí, zatímco císaři neschopní prosadit svou vůli proti konzervativní úřednické administrativě se stahovali do paláce k věrným a poslušným eunuchům. Funkční a efektivní vláda byla poté nemožná bez (jen obtížně dosahované) spolupráce úředníků, velkých sekretářů a eunuchů zaštítěné císařem.
V první polovině 15. století ztratily produktivitu komunity vojenských rolníků a jejich odvody klesly na desetinu. Vojska doplňovaná dědičnými vojáky z většiny ztratila bojeschopnost, náhradou byli verbováni placení žoldnéři. Armády poté do boje nevedli dědiční generálové, ale vojenství se věnující úředníci a eunuchové.
Nevydržel ani politicky prosazovaný systém drobného pozemkového vlastnictví. Do éry Ťia-ťing (1522–1567) opsala situace kruh – od vysoké úrovně koncentrace pozemkového vlastnictví za dynastie Jüan, přes převahu drobného vlastnictví v rané Ming, po postupné znovuzrození velkých majetků v pozdní Ming. Jelikož byli drobní rolníci dominantní vlastnickou formou a pozemková daň hlavní zdroj státních příjmů v rané Ming (a vůbec v rané moderní ekonomice), byla zemědělská politika rozhodující pro všechny aspekty státní správy. Změny ve vlastnictví půdy přinesly nevyhnutelně i transformaci státní správy. Naturální ekonomika byla postupně převáděna na peněžní, přičemž neúspěšné papírové peníze nahradilo stříbro. Daně začaly být převáděny na platby ve stříbře od 30. let 15. století, proces přechodu ke stříbru se zrychlil od 20. let 16. století v reformě jediného prutu, ale nebyl dokončen před zánikem říše v polovině 17. století.
S růstem ekonomiky, rozsáhlejším používáním peněz a specializací jednotlivých vlastníků i celých regionů se během 15. století rozvinul i celostátní dálkový obchod a jednotný vnitřní trh. Relativně rovnostářský přísně řízený stát snažící se minimalizovat pohyb obyvatel fyzický i sociální, se za století změnil ve výrazně majetkově diferencovanou společnost ve které vládní zásahy ustoupily do pozadí a lidé se neustále přesunovali tak, jak si hledali prostředky k obživě.